# Гремячий (Идский сельсовет)
Гремячий — посёлок в Вологодской области России. 
В рамках организации местного самоуправления входит в Толшменское сельское поселение Тотемского муниципального района, в рамках административно-территориального устройства относится к Идскому сельсовету Грязовецкого района.
Посёлок расположен в 132 км от Тотьмы и в 31 км от Солигалича, на правом берегу реки Толшмы. Ближайшая деревня Сосновая соседней Костромской области расположена в 3,5 км к югу, ближайший населённый пункт в Вологодской области — деревня Нефедьево находится в 12 км к северо-востоку.
Население посёлка 470 человек.

## История
Ранее посёлок относился к Солигаличскому району Костромской области, а затем переподчинён Грязовецкому району Вологодской области. При создании муниципальных образований 1 января 2006 года посёлок вошёл в состав Толшменского сельского поселения Тотемского муниципального района, хотя согласно реестру административно-территориальных единиц по-прежнему входит в Грязовецкий район.

## Население
По переписи 2002 года население составляло 481 человек (248 мужчин, 233 женщины). Преобладающая национальность — русские (98 %).

## Экономика
- Лесная промышленность.

## Транспорт
Основной вид транспорта — лесовозная железная дорога, сообщение с Вохтогой. В посёлке расположена станция этой дороги Гремячий. Имеется и железнодорожное сообщение с Солигаличем через станцию Ламса.